# Coelorinchus acanthiger
Coelorinchus acanthiger és una espècie de peix de la família dels macrúrids i de l'ordre dels gadiformes.

## Morfologia
- Els mascles poden assolir 50 cm de llargària total.[5][6]

## Hàbitat
És un peix d'aigües profundes que viu entre 800-1500 m de fondària.

## Distribució geogràfica
Es troba a Namíbia, Sud-àfrica, l'oest de l'oceà Índic, Nova Zelanda i Austràlia.